# Pëtr Ivanovič Šuvalov
Conte Pëtr Ivanovič Šuvalov, in russo Пётр Иванович Шувалов? (1711 – San Pietroburgo, 15 gennaio 1762), è stato un politico russo.

## Biografia
Era il secondogenito di Ivan Maksimovič Šuvalov. Insieme al fratello Aleksander Ivanovič Šuvalov e al cugino Ivan Ivanovič Šuvalov, aprì la via all'elevazione della famiglia Šuvalov alle più alte cariche dell'Impero russo.

## Carriera
Iniziò la propria carriera come paggio negli ultimi anni del regno di Pietro I, poi ciambellano alla corte della zarina Elisabetta. Partecipò alla rivoluzione del 1741. Nello stesso anno divenne tenente e promosso a maggior generale.  Per i servizi resi presso Elisabetta, divenne senatore e infine conte nel 1746. Nel 1748 divenne aiutante generale.
Prima gli venne affidata un'armata di stanza presso San Pietroburgo e successivamente il Corpo di Osservazione, costituito da Šuvalov stesso e finalizzato a proteggere i movimenti dell'esercito regolare. Ottenne anche un posto in parlamento e diresse le cancellerie del ministero della guerra. Migliorò l'artiglieria russa e fondò alcune fabbriche di armi.
Godette di potere illimitato durante il regno di Elisabetta, grazie all'influenza della moglie e del cugino Ivan Ivanovič Šuvalov sull'imperatrice. Quasi nessun affare di stato veniva curato senza rivolgersi a Šuvalov, specialmente quelli relativi all'economia nazionale e all'organizzazione militare. Nel 1753, Šuvalov presentò davanti al Senato un progetto per l'eliminazione degli uffici doganali interni e degli stanziamenti di frontiera ed aumentare, al contrario, le tariffe sui beni di importazione.

## Matrimonio
Sposò Mavra Egorovna Šepeleva (1708-1759), figlia di Egor Ivanovič šepelov. Ebbero due figli:
- Nikolaj Petrovič (1742-1755);
- Andrej Petrovič (1744-1789).

Si dice che Šuvalov fosse, a volte, molto egoista. Si preoccupava troppo dei propri interessi e lo faceva spesso a detrimento dello stato e dei partiti politici. Per esempio, ottenne per sé, in esclusiva, il diritto all'importazione ed esportazione di legname, lardo, olio di grasso di balena e monopolizzò il commercio di foche. Avendo condotto una vita sfarzosa, Šuvalov lasciò un debito ammontante a più di un milione di rubli nel tesoro imperiale.